# Volker Brandt
Volker Brandt (Lipsia, 2 agosto 1935) è un attore e doppiatore tedesco.

## Biografia
Figlio di un chimico cresce a Lipsia e Hannover dove frequenta la Waldorfschule. Nel 1957 si diploma in recitazione alla Otto-Falckenberg-Schule a Monaco di Baviera e lavora con Gustaf Gründgens al Deutsches Schauspielhaus di Amburgo, al Schillertheater di Berlino, al Badisches Staatstheater di Karlsruhe e a Vienna.
A partire dalla serie Le strade di San Francisco (1972–1977) diventa il principale doppiatore di Michael Douglas in lingua tedesca. Altri attori doppiati saranno Paul Reiser in Verrückt nach dir, Lee Horsley in Nero Wolfe e Matt Houston, Anthony Hopkins, Roddy McDowall, Sam Neill, Ted Danson e Christopher Walken.
Come attore televisivo ha partecipate a diverse produzioni dagli anni '70 come Tatort, Die Schwarzwaldklinik e La nave dei sogni, L'ispettore Derrick, Der Alte, Un caso per due.
Brandt si è sposato due volte e ha quattro figli. Il figlio Borris Brandt, avuto con Linde Fulda, dal settembre 2008 è CEO della Endemol Germania.
Brandt vive con Susanne Meikl a Monaco di Baviera.

## Doppiaggio
- Michael Douglas in Le strade di San Francisco, Coma profondo, Sindrome cinese, Condannato a morte per mancanza di indizi, All'inseguimento della pietra verde, Il gioiello del Nilo, Chorus Line,  The Reach - Caccia all'uomo, Mai così vicini, Ant-Man, Codice Unlocked, Ant-Man and the Wasp , Il metodo Kominsky, Avengers: Endgame, Ant-Man and the Wasp: Quantumania
- André Dussollier in  Mélo, Una lunga domenica di passioni